# Financial Conduct Authority
A Financial Conduct Authority (FCA) é um órgão regulador financeiro do Reino Unido, mas opera independentemente do governo do Reino Unido e é financiado cobrando taxas de membros do sector de serviços financeiros. A FCA regula as empresas financeiras que prestam serviços aos consumidores e mantém a integridade dos mercados financeiros no Reino Unido.
Este órgão concentra-se na regulamentação da conduta por empresas de serviços financeiros de varejo e atacado. Como o seu antecessor, o FSA, o FCA está estruturado como uma empresa limitada por garantia.
A FCA trabalha juntamente com a Autoridade de Regulação Prudencial e o Comité de Política Financeira para definir os requisitos regulatórios para o sector financeiro. A FCA é responsável pela condução de cerca de 58 000 empresas que empregam 2,2 milhões de pessoas e contribuem com cerca de £ 65,6 bilhões em receitas fiscais anuais para a economia do Reino Unido.